# Fernando Alonso Fernández
Fernando Alonso Fernández (Madrid, 1956) es un ingeniero y piloto de aviación español. Desde 2015 hasta 2019 fue el presidente del grupo Airbus en España, tras pasar por otros cargos como el de vicepresidente de ensayos en vuelo. Forma parte de la compañía desde 1982. Durante su carrera ha acumulado más de 3000 horas de vuelo probando nuevos modelos como el A320, A340, A318, A330 y el A340-600. Formó parte de la tripulación del primer vuelo realizado por el Airbus A380 y el A350.

## Biografía
Tras licenciarse como Ingeniero Aeronáutico en la Escuela Técnica Superior de Ingenieros Aeronáuticos (E. T. S. I. A). de la Universidad Politécnica de Madrid, en 1979 empezó a trabajar para la compañía McDonnell Douglas (situada en Long Beach, California) como ingeniero de actuaciones en el departamento de ensayos en vuelo de la compañía.
En 1982 se incorporó a Airbus como ingeniero de actuaciones en la división de vuelo. Esto le permitió trabajar en el desarrollo de los siguientes modelos: A310, A300-600 y A320. Posteriormente, y tras lograr graduarse como ingeniero de ensayos en vuelo en la Escuela de Pilotos de Ensayo de Istres, pasó a ser el responsable de los ensayos en vuelo de la compañía. Bajo ese nuevo cargo trabajó en los modelos A340, A330 y A321.
A principios de 2002 fue nombrado Vicepresidente de ensayos en vuelo (Vice President Flight Test Division). Desde ese momento es el máximo responsable de todas las actividad de ensayos en vuelo realizados por la compañía. Dirige así las pruebas del A380, del avión de transporte militar A400M y del futuro A350.
Desde que entrara a formar parte de Airbus acumula ya más de 3000 horas de vuelo siendo el ingeniero de ensayos en vuelo de los siguientes modelos: A340-200 (1992), A319 (1997), A318 (2002) y A380 (2007).
Desde 2003 es colaborador habitual de la ONG francesa Sourire d’Enfant (la sonrisa de un niño), cuyo objetivo es mejorar las condiciones de vida de los niños residentes en los barrios más desfavorecidos de Phnom Penh, en Camboya.

## Vida personal
Está casado con Marisa Caprile y tienen tres hijos. Su hermano es el investigador Pedro Alonso galardonado en 2008 con el Premio Príncipe de Asturias de Cooperación Internacional.